# Iglesia de Santa Eugenia (Estocolmo)
La Iglesia de Santa Eugenia (en sueco: Sankta Eugenia katolska församling) es una iglesia católica en el centro de Estocolmo, la capital de Suecia. Fue construida en 1982 sobre la base de los planes del arquitecto danés Jørgen Kjaergaard y está situada junto a los antiguos jardines reales, Kungsträdgården en Norrmalm. La Iglesia está consagrada a Santa Eugenia (Eugenia de Alsacia , una abadesa ( 700-735 ) del monasterio de Mont Sainte - Odile en Alsacia (Francia ).
La Parroquia de Santa Eugenia fue establecida en 1837 y es la más antigua parroquia católica en Suecia desde la reforma ; según datos 2010 cuenta con aproximadamente 9.000 miembros. Los servicios se llevan a cabo en sueco, inglés, polaco y árabe. El funcionamiento de la iglesia y el cuidado pastoral de la parroquia es supervisado por los jesuitas.